# Якоби, Отто Райнхольд
Отто Райнхольд Якоби (нем. Otto Reinhold Jacobi, англ. Otto Reinhold Jacobi; 27 февраля 1812, Кёнигсберг, королевство Пруссия — 8 февраля 1901, Ардок, США) — немецкий и канадский живописец , писавший картины в стиле академического романтизма. Представитель Дюссельдорфской художественной школы. Президент Канадской королевской академии художеств с 1890 по 1901 год.

## Биография

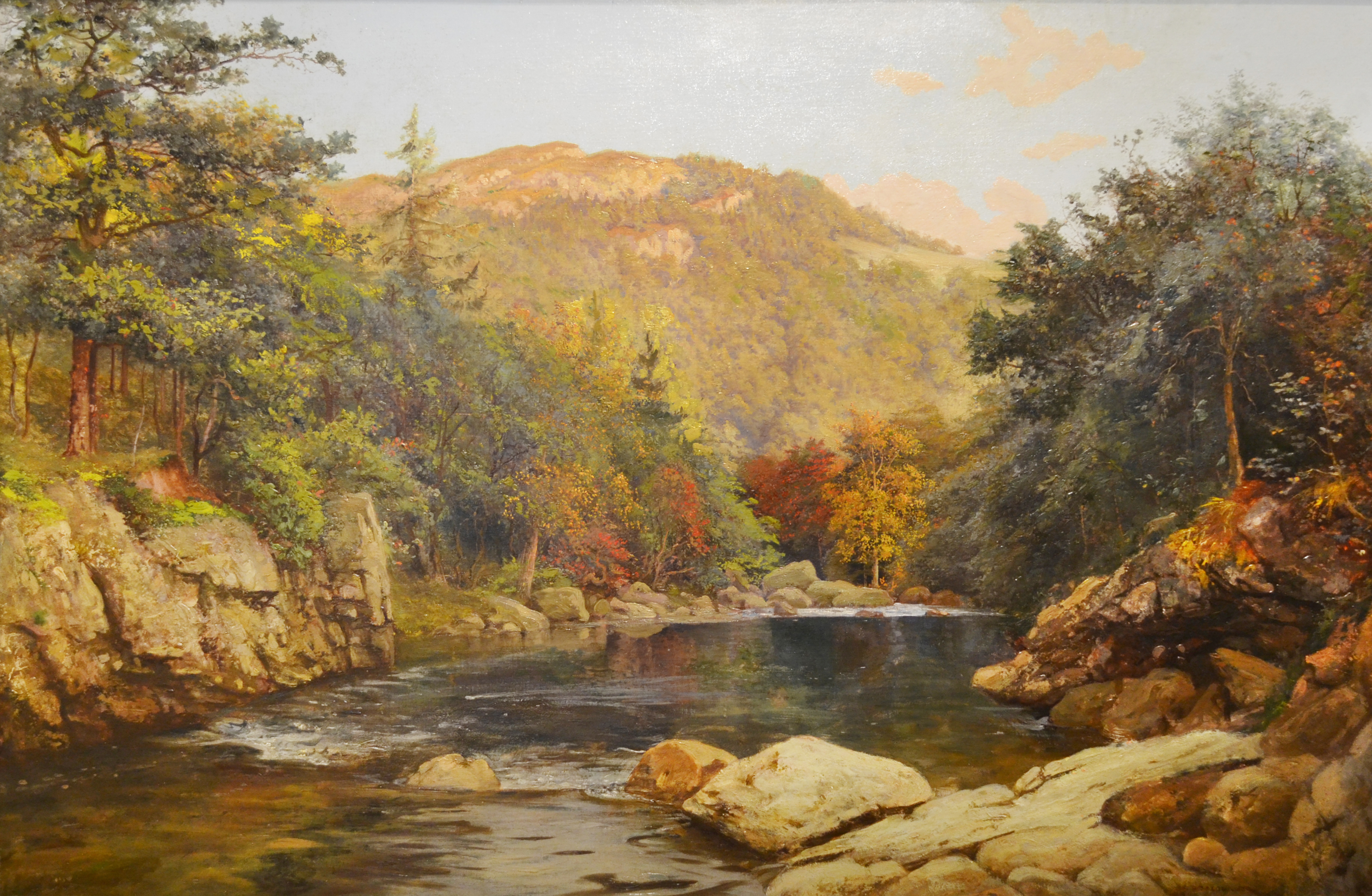
«Канадская осень» (1870). Монреальский музей изящных искусств

Родился 27 февраля 1812 года в Кёнигсберге в семье Элерта Райнхольда Якоби и Иоганны Луизы, урожденной Линк. В 1830 году поступил в Королевскую академию художеств в Берлине. Продолжил образование в Дюссельдорфской академии художеств у Иоганна Вильгельма Ширмера. Писал, главным образом, пейзажи. В 1837 году получил место придворного живописца при дворе герцогов Нассау в Висбадене. В те годы Якоби познакомился с начинающим художником Людвигом Кнаусом, которому преподал первые уроки масляной живописи и посоветовал учиться у Карла Фердинанда Зона в Дюссельдорфской академии художеств. В 1838 году он женился на Сибилле Ройтер, в браке с которой у него родились два сына и две дочери. Его картины пользовались большим спросом, и потому решение Якоби эмигрировать в Канаду многим показалось неожиданным в свете очевидного успеха в Европе.
В 1860 году, во время пребывания в Нью-Йорке, ему заказали написать водопад Шавиниган. Картина предназначалась в подарок принцу Уэльскому, который в конце того же года собирался посетить США с государственным визитом. Вместо того, чтобы вернуться в Европу после того, как картина была закончена, Якоби поселился в Монреале, где провел следующие десять лет. Возможно решение живописца было вызвано тем, что придворная жизнь стала слишком трудной для него или из-за того, что для его детей в Новом Свете открывались большие возможности. Якоби продолжал отправлять картины на продажу в Европу, но он и его семья остались жить в Северной Америке.
В Монреале Якоби писал пейзажи, преподавал частным образом и сотрудничал с арт-дилером Уильямом Нотманом. В отличие от Корнелиуса Кригоффа, который писал фермы и деревни или Пола Кейна, изображавшего поселения и сцены из жизни аборигенов, Якоби писал водопады и леса. Его произведения изображают пустыню, как романтическое и героическое место, сияющее внутренним светом. Якоби был плодотворным художником. Он был опытным мастером, который хорошо знал свой целевой рынок и поддерживал себя главным образом за счет продажи своих работ. Его ранние североамериканские полотна часто посвящены конкретным местам, отмеченным красотами, которые были бы узнаваемы зрителями. Поздние работы живописца более идеализированы и менее конкретны, в них он опирается на привлекательность, присущую изображениям водопадов и осенней листвы.
Якоби был не единственным европейским художником-немцем в Канаде. Уильям Рафаэль и Адольф Фогт также работали в Монреале в то время. Все три живописца предвосхитили своим творчеством появление Алгонкинской школы. Из Монреаля Якоби переехал в Филадельфию, а затем в Торонто, после того как в 1876 году его пригласили присоединиться к Обществу художников Онтарио. Он активно действовал во всех трех городах, разделяя свое время между ними в течение следующих пятнадцати лет.
Некоторое время Якоби преподавал в колледже искусства и дизайна в Онтарио, крупнейшей и старейшей художественной школе Канады. С 1880 года его работы демонстрировались на ежегодных выставках художественной ассоциации Монреаля и Канадской королевской академии художеств, президентом которой он был избран в 1890 году. Художник умер в Ардоке на территории штата Северная Дакота в США, когда гостил у одной из своих дочерей.